# Norrlänningens hemlängtan

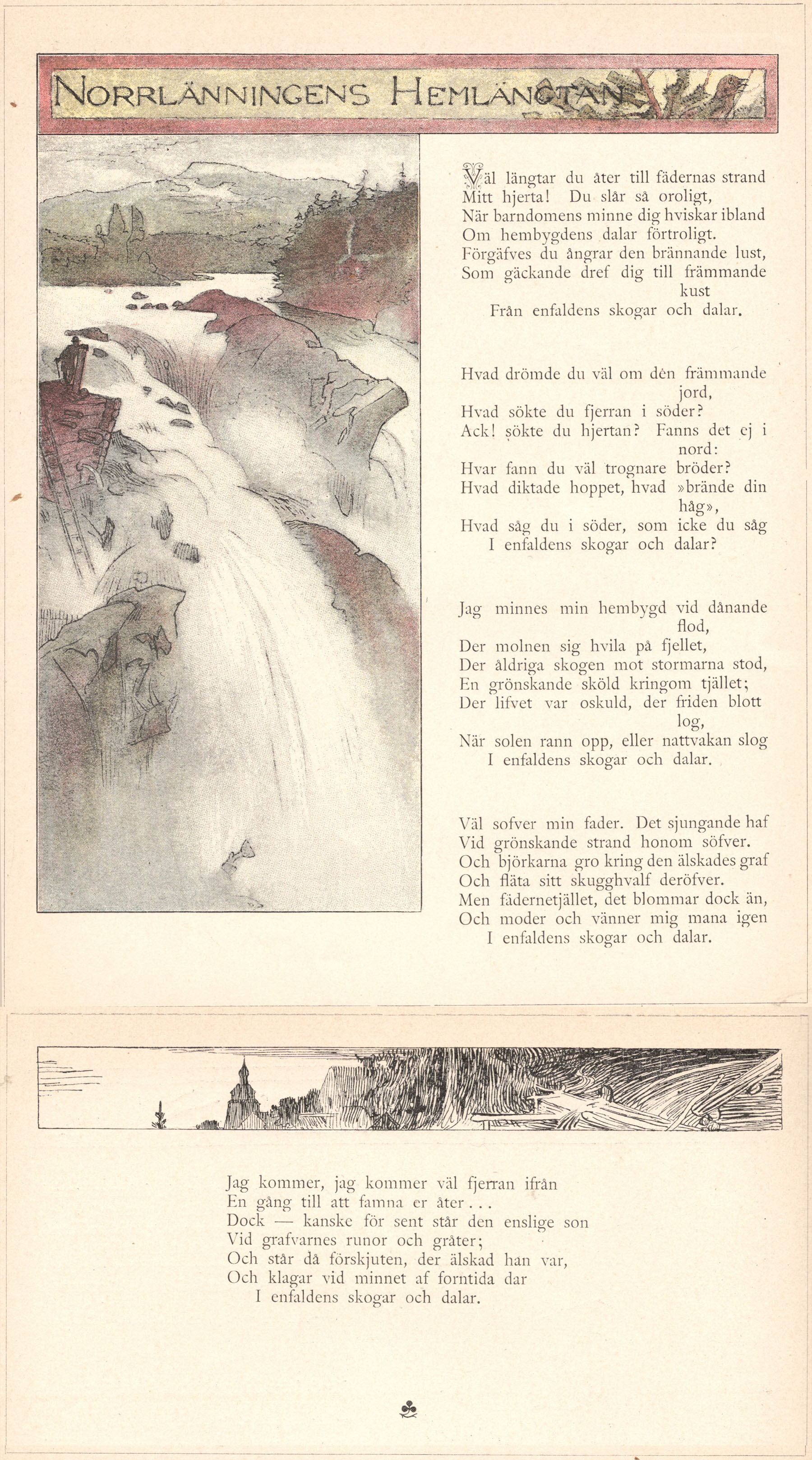
Elias Sehlstedts Norrlänningens Hemlängtan ur Elias Sehlsteds Sånger och Visor 1892/93, samlade av Carl Snoilsky och illustrerad av Carl Larsson.

Norrlänningens Hemlängtan skrevs av Elias Sehlstedt 1833. Han gick såsom en nervös yngling med sin visa till Aftonbladsbyrån, där han till sin förvåning blev positivt bemött, och 8 mars 1833 kunde man läsa visan under Kaleidoskop i Aftonbladet.
Visan kom därefter ut i flera utgåvor, men med lite avvikande rubriker, och den tonsattes 1839 av Hanna Brooman och senare av Wilhelm Uddén:
- Norrlänningens hemlängtan, Romans af Hanna Brooman Musikaliskt Lördags-Magazin 1839, Särtryck 1862
- Nordbons Hemlängtan i Knäppar på lyran 1844
- Norrlänningens Hemlängtan i Småplock på vers 1850
- Sång till Norrländningens hemlängtan, Särtryck 1851
- Norrlänningens Hemlängtan i Samlade Sånger och Visor af Sehlstedt del 1 1861
- Norrlänningens hemlängtan i Elias Sehlstedts Sånger och Visor 1892/93